# Neka–Jask (oléoduc)
L'oléoduc de Neka-Jask est un projet d'oléoduc iranien devant relier la ville de Neka, dans la province de Mazandéran au terminal pétrolier de Jask, dans la province de Hormozgan. D'une longueur de 1515 km, il est destiné à transporter le pétrole brut issu du Kazakhstan, de l'Azerbaijan, du Turkmenistan et de la Russie transitant par le port de Neka sur la mer Caspienne, vers le port de Jask sur le golfe d'Oman.
Depuis l'annonce du projet en 2007, aucune communication n'a été faite par le gouvernement iranien sur l'avancement de ces travaux.